# Silvio Romano
Silvio Romano (fl. XX secolo) è stato un calciatore italiano, di ruolo attaccante.

## Carriera
Con lo Spezia disputa 9 gare segnando 2 reti nel campionato di Prima Divisione 1923-1924 ed altre 2 gare nel campionato successivo. L'anno successivo passa all'Italia Spezia.